# Tovșcea, Dzerjînsk
Tovșcea (în ucraineană Товща) este un sat în așezarea urbană Bîkivka din raionul Dzerjînsk, regiunea Jîtomîr, Ucraina.

## Demografie
Componența lingvistică a localității Tovșcea
     Ucraineană (99,67%)
     Alte limbi (0,33%)
Conform recensământului din 2001, majoritatea populației localității Tovșcea era vorbitoare de ucraineană (99,67%), existând în minoritate și vorbitori de alte limbi.